# Zhang Ling
Zhang Ling (chiń. 张玲; ur. 28 października 1989 w Hongkongu) – hongkońska tenisistka.
W turniejach rangi ITF zadebiutowała w maju 2005 roku, biorąc udział w kwalifikacjach do turnieju w Szanghaju (odpadła w drugiej rundzie). Po raz pierwszy w turnieju głównym w sierpniu tego samego roku, w Manili, w którym dotarła do drugiej rundy. W 2006 roku osiągnęła półfinał turnieju w Nowym Delhi, a w parze ze Stefanią Boffą wygrała turniej w Dżakarcie. W marcu 2007 roku wygrała swój pierwszy turniej w grze singlowej – w Wellington. Wygrała również w zawodach w Tokio oraz w Pune (w deblu).
W sumie wygrała czternaście turniejów w grze pojedynczej i siedem w grze podwójnej rangi ITF.
We wrześniu 2009 roku, podczas zawodów w Kantonie, po przejściu eliminacji zagrała po raz pierwszy w turnieju głównym zawodów rangi WTA. Odpadła w pierwszej rundzie, po przegranej z Lenką Wienerovą. W sierpniu 2010 roku przegrała w pierwszej rundzie kwalifikacji do turnieju wielkoszlemowego US Open z Kanadyjką Stéphanie Dubois.
Najwyżej sklasyfikowana w rankingu WTA na 179. miejscu w lipcu 2011.
Jest także reprezentantką Hongkongu w rozgrywkach Pucharu Federacji.

## Wygrane turnieje rangi ITF
| turnieje z pulą nagród 100 000 $ |
| turnieje z pulą nagród 75 000 $  |
| turnieje z pulą nagród 50 000 $  |
| turnieje z pulą nagród 25 000 $  |
| turnieje z pulą nagród 15 000 $  |
| turnieje z pulą nagród 10 000 $  |

### Gra pojedyncza
|     | Data       | Turniej          | Kat. | ($)    | Naw.     | Finalistka                | Wynik            |
| 1.  | 04/03/2007 | Wellington       | ITF  | 10 000 | twarda   | Kairangi Vano             | 6:1,6:1          |
| 2.  | 19/08/2007 | Tokio            | ITF  | 10 000 | dywanowa | Mari Tanaka               | 4:6, 7:5, 6:2    |
| 3.  | 15/03/2009 | North Shore City | ITF  | 10 000 | twarda   | Hwang I-hsuan             | 6:1, 6:0         |
| 4.  | 23/08/2009 | Nonthaburi       | ITF  | 10 000 | twarda   | Sachie Ishizu             | 6:3, 7:5         |
| 5.  | 28/08/2009 | Nonthaburi       | ITF  | 10 000 | twarda   | Lavinia Tananta           | 6:2, 6:2         |
| 6.  | 09/05/2010 | Tarakan          | ITF  | 10 000 | twarda   | Hu Yueyue                 | 6:3, 6:4         |
| 7.  | 18/07/2010 | Cáceres          | ITF  | 10 000 | twarda   | Rocío de la Torre Sánchez | 6:3, 6:0         |
| 8.  | 20/03/2011 | Sanya            | ITF  | 25 000 | twarda   | Iryna Brémond             | 3:6, 7:6, 6:2    |
| 9.  | 10/11/2013 | Phuket           | ITF  | 15 000 | twarda   | Nicha Lertpitaksinchai    | 6:2, 7:6(7)      |
| 10. | 17/11/2013 | Phuket           | ITF  | 15 000 | twarda   | Lu Jiajing                | 0:6, 7:6(2), 6:3 |
| 11. | 26/01/2014 | Szarm el-Szejk   | ITF  | 10 000 | twarda   | Polina Lejkina            | 6:1, 7:5         |
| 12. | 23/02/2014 | Nonthaburi       | ITF  | 10 000 | twarda   | Liu Fangzhou              | 6:3, 6:3         |
| 13. | 29/07/2017 | Hongkong         | ITF  | 15 000 | twarda   | Kumi So                   | 6:1, 6:3         |
| 14. | 27/08/2017 | Tsukuba          | ITF  | 25 000 | twarda   | Carol Zhao                | 7:5, 7:6(4)      |